# Vårdö
Vårdö (fiń. Vordöö) – miasto na Wyspach Alandzkich (autonomiczna część Finlandii). Według danych szacunkowych na rok 2016 liczy 439 mieszkańców.

## Demografia
- Wykres liczby ludności Vårdö na przestrzeni ostatnich stu lat

źródło: 